# V — значит возмездие
V — значит возмездие (англ. V for Vengeance) — американский триллер созданный SP Media Group и выпущенный Paramount Pictures. Фильм является режиссёрским дебютом Келли Халихан, а сценаристами выступили Питер Мур Смит и Стивен Пол, последний же выступил продюсером.

## Сюжет
Эмма и Скарлетт — сестры-вампирши, привыкшие бросать вызов правилам. Но когда их младшая сестра Кейт едва не становится жертвой похищения — а главарь кровожадной вампирской банды Торн стоит за этим нападением — им приходится объединиться. Теперь их цель не только спасти Кейт, но и отомстить врагам, завладев вакциной от вампиризма — ключом к могуществу.

## В ролях
- Джослин Хадон[англ.] — Эмма
  - Лондон Робертсон — юная Эмма
- Грейс Ван Дин — Скарлетт
  - Пейтон Лепинский — юная Скарлетт
- Полин Дайер — Кейт
  - Изабель Берч — юная Кейт
- Шон Магуайр — Торн
- Аликс Вилларе — Татьяна
- Грэм Грин — Яблочко
- Кристофер Расселл — Маркус
- Тревор Лернер — Карл
- Майкл П. Норти — Фрэнк
- Джейсон Беркарт — Бадди
- Джули Линн Мортенсен — Бренда
- Стью Кук — Генри

## Рецензии
Фильм получил преимущественно отрицательные оценки от критиков и зрителей.
Ричард Корпель из Film Total оценил фильм на 2 балла из 5, сравнивая его с фильмом «Комната» и «Птицекалипсис: Шок и трепет». Ронак Котеча из The Times of India также оценил фильм двумя баллами, отмечая плохую игру актеров и плохое повествование. Эдриан Дж. Смит из Movies and Mania назвал фильм «безвкусной шуткой».